# Rohr bei Hartberg
Rohr bei Hartberg est une commune autrichienne du district de Hartberg en Styrie.